# Sicard de Lordat
Pour les articles homonymes, voir Sicard et Lordat (homonymie).
Sicard de Lordat fut un architecte du XIVe siècle originaire du comté de Foix qui travailla pour Gaston Fébus.

## Biographie
Originaire d'une famille noble dont les ruines du château domine l'Ariège sur la commune de Lordat dans le Sabarthès, Sicard recevait toute la confiance de la famille de Foix.
En 1316, Sicard de Lordat, chevalier, seigneur de Lordat et d’Urs, était à la tête de la noblesse du comté de Foix dans une assemblée générale convoquée après la mort de Gaston Ier de Foix pour veiller aux intérêts du jeune comte et du pays, en attendant que l’on se fut procuré le testament de Gaston, mort en France, où il devait avoir nommé des tuteurs à son fils . 
En 1331, il signa comme témoin le contrat de mariage de Jeanne, sœur de Gaston II de Foix, comte de Foix, avec Pierre, Infant, frère du roi d’Aragon. Il cautionna avec les autres barons du comté de Foix pour la dot de cette princesse.
Sicard est notifié en 1369 comme châtelain d'Orthez.

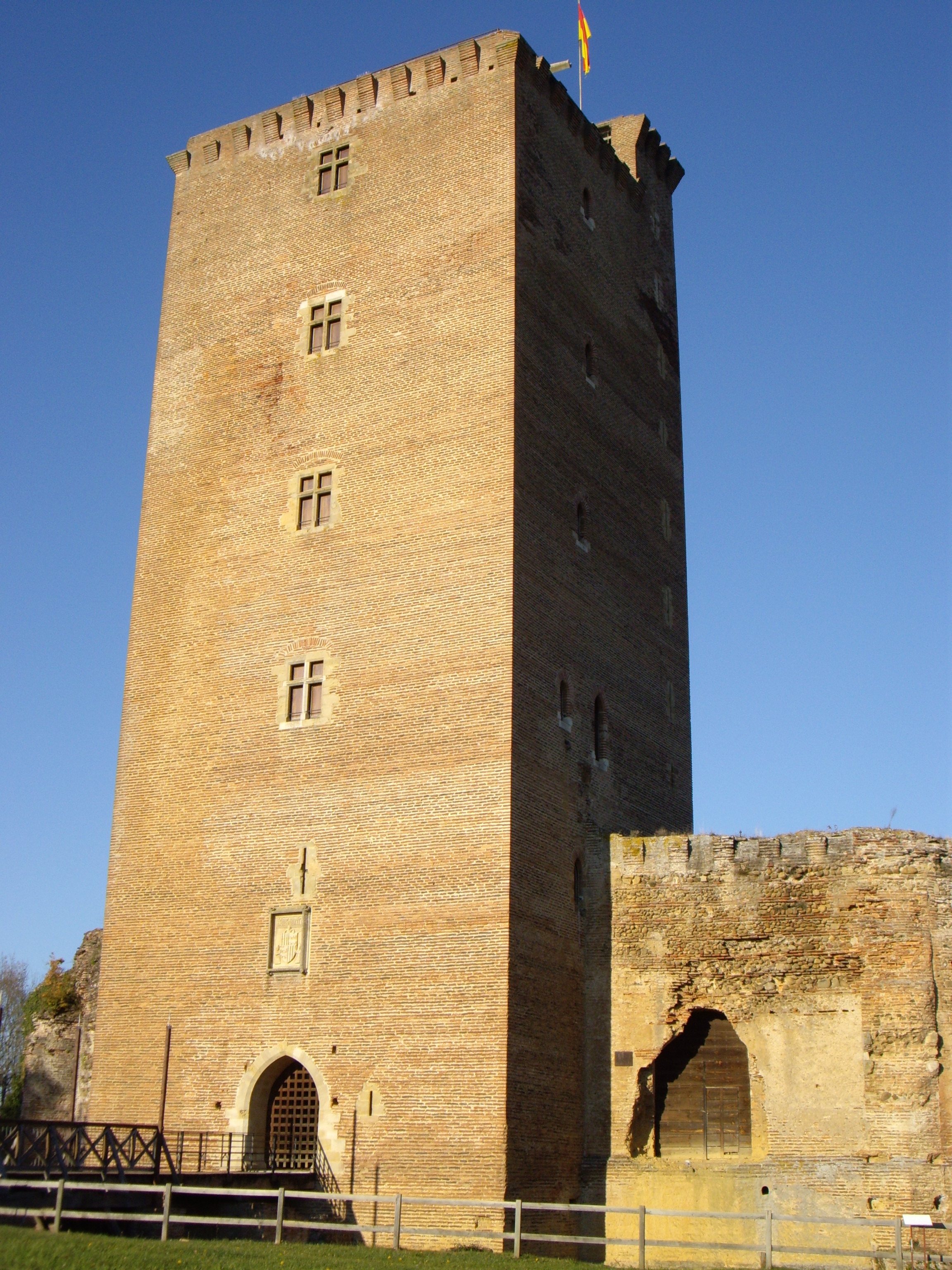
Château de Montaner

Il serait mort vers 1383.

## Réalisations
Il utilisa en particulier la brique, matériau peu cher et permettant une édification rapide. Il intervient notamment pour les bâtiments suivants :
- le château de Mauvezin ;
- le château de Montaner ;
- le château de Morlanne ;
- le donjon du château de Pau.